# كينتارو أوي
كينتارو أوي (باليابانية: 大井 健太郎) (14 مايو 1984 في شيزوكا في اليابان – )؛ هو لاعب كرة قدم ياباني سابق كان يلعب كمدافع.

## وصلات خارجية
- كينتارو أوي على موقع الاتحاد الدولي (مؤرشف)  (الإنجليزية)
- كينتارو أوي على موقع رابطة كرة القدم اليابانية للمحترفين (اليابانية)
- كينتارو أوي على موقع قاعدة بيانات كرة القدم.إي يو (الإنجليزية)
- كينتارو أوي على موقع Soccerway.com (الإنجليزية)
- كينتارو أوي على موقع عالم كرة القدم.نت (الإنجليزية)
- كينتارو أوي على موقع كووورة